# 索爾特里弗鎮區 (密蘇里州諾克斯縣)
索爾特里弗鎮區（英語：Salt River Township）是位於美國密蘇里州諾克斯縣的一個行政鎮區。

## 地方資料
索爾特里弗鎮區的面積為133.53平方千米，當中陸地面積為133.01平方千米，而水域面積為0.51平方千米。根據2020年美國人口普查的數據，當地共有人口204人，而人口密度為每平方千米1.53人。